# گاوسهره سرحنایی

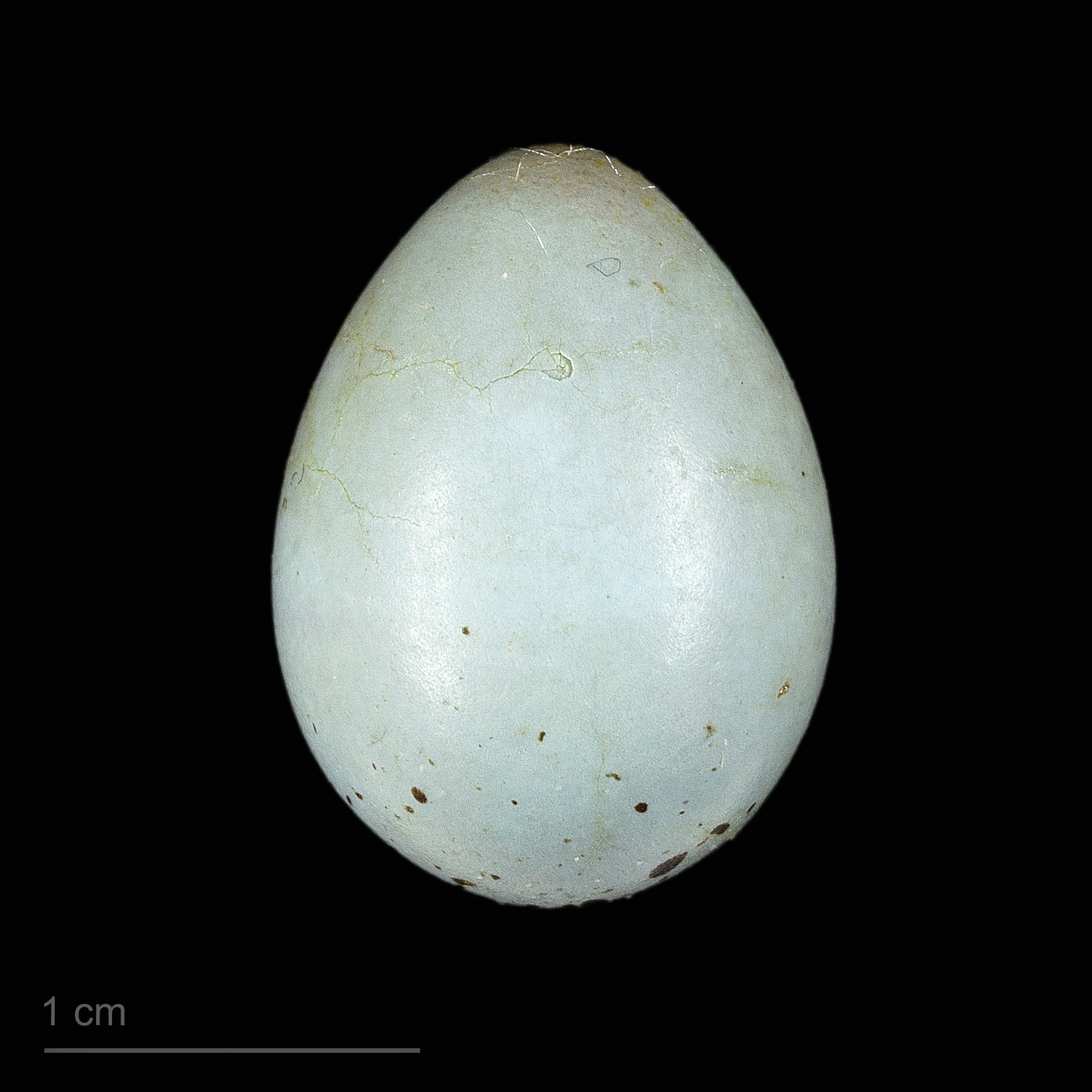
Pyrrhula erythrocephala

گاوسهره سرحنایی (نام علمی: Pyrrhula erythrocephala) گونه‌ای سهره از خانواده سهرهگان راستین است که در سراسر هیمالیا و ارتفاعات مجاور یافت می‌شود. در بوتان، شمال هند، نپال و جنوب تبت در مجاورت آن یافت می‌شود. زیستگاه طبیعی آن جنگل‌های معتدل است.